# 미나미야마촌 (사가현)
미나미야마촌(南山村)은 사가현 오기군에 설치되었던 촌이다. 현재의 사가시에 해당한다.